# Sonnenfinsternis des Muršilis

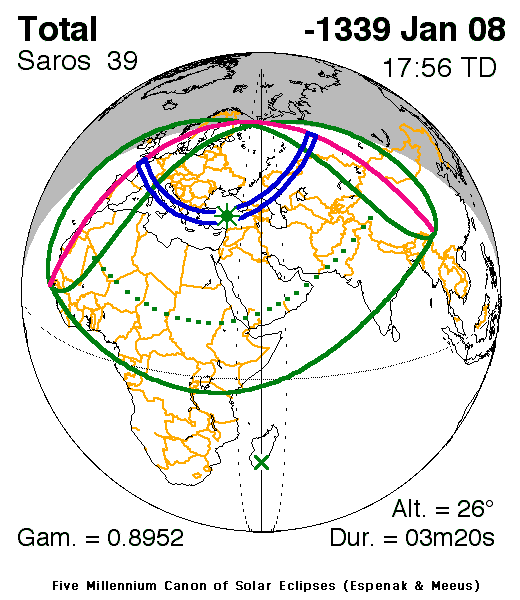
Die Sonnenfinsternis von 1340

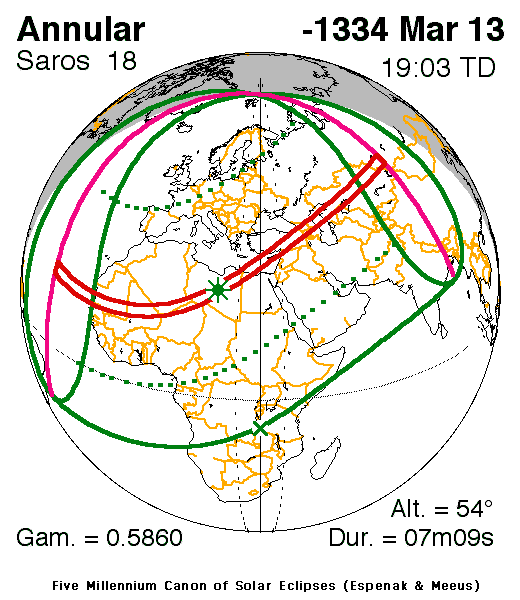
Die Sonnenfinsternis von 1335

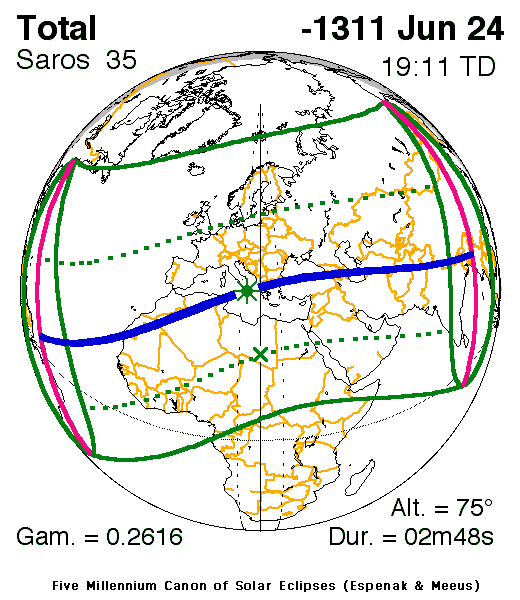
Die Sonnenfinsternis von 1312

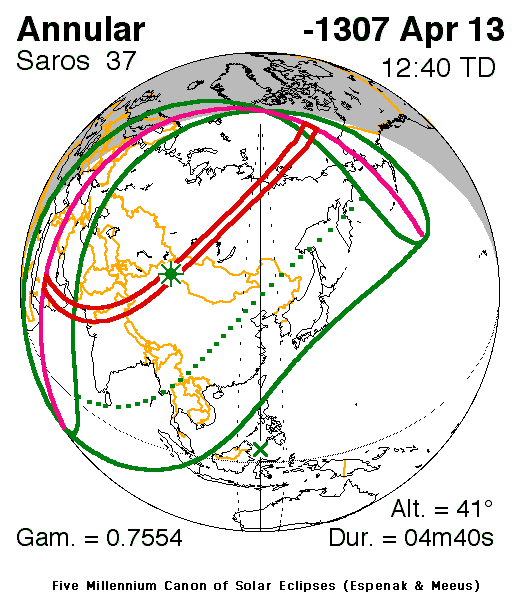
Die Sonnenfinsternis von 1308

Eine Sonnenfinsternis, die wahrscheinlich in einem Gebet (KUB 14.4 = CTH 70) des hethitischen Großkönigs Muršili II. erwähnt wird, könnte für die absolute Chronologie des Hethitischen Reichs innerhalb der Chronologie des Alten Orients von großer Bedeutung sein. Der Text berichtet, dass im zehnten Regierungsjahr des Muršili „die Sonne ein Zeichen gab“ (istanus sakiyahta), gerade als der König einen Feldzug gegen das Azzi-Ḫajaša im Nordosten Anatoliens starten wollte.

“[ma-a-an I-NA KUR A]zi-ma i-ia-ah-at nu dUTU-us sa-ki-ya-ah-ta”

„[Als] ich [zum Land A]zzi zog, gab der Sonnengott ein Zeichen.“

Muršili deutete die Himmelserscheinung als Warnung vor Intrigen seiner Stiefmutter und Großkönigin Tawananna gegen ihn, der er im selben Gebet verschiedene Verfehlungen anlastet und sie beschuldigt, seine erste Ehefrau (eventuell Gaššulawiya) durch Hexerei getötet zu haben.

## Forschungsgeschichte
Die Stelle wurde erstmals 1926 durch den Altorientalisten Emil Forrer als die Beschreibung einer Sonnenfinsternis interpretiert, die dieser mit der am Nachmittag des 13. März 1335 v. Chr. in Anatolien sichtbaren ringförmigen Sonnenfinsternis identifizierte. Albrecht Götze wies dies zurück, da er eine Bedeutung des Verbs šakijaḫ als „sich verfinstern“ ablehnte. Friedrich Cornelius hielt zwar den Einwand Götzes für begründet, maß diesem aber keine große Bedeutung zu, da auch Götzes Übersetzung „Sonnenomen“ mit einer Sonnenfinsternis zu verbinden sei, da ein Ereignis, das Muršili – nach dessen Auslegung – vor dem Untergang des Königshauses durch Intrigen seiner Stiefmutter warnen sollte, nur mit einer Sonnenfinsternis zu erklären sei. Nachdem er lange dem Datum 1335 v. Chr. folgte, das Forrer vorschlug, hielt er später eine totale Sonnenfinsternis über Anatolien am 8. Januar 1340 v. Chr., die bereits von Paul Viktor Neugebauer berechnet wurde, für die Sonnenfinsternis Mušilis und datierte daher dessen Thronbesteigung daher auf 1350 v. Chr.
Heute wird jedoch meist die Sonnenfinsternis am 24. Juni 1312 v. Chr. favorisiert, die am Nachmittag über Nordanatolien eine totale war, da sie besser mit der verkürzten ägyptischen Chronologie harmonisiert, insbesondere was das Datum 1279 v. Chr. als Beginn der Herrschaft von Ramses II. angeht. Gernot Wilhelm und Johannes Boese schlugen 1987 das alternative Datum 13. April 1308 v. Chr. vor, an dem eine partielle Sonnenfinsternis sichtbar war. Der mathematische Statistiker Peter J. Huber favorisiert dagegen vor allem das Datum 8. Januar 1340 v. Chr., daneben auch die Sonnenfinsternis am 13. März 1335 v. Chr., wogegen die Sonnenfinsternis vom 24. Juni 1312 v. Chr. seiner Ansicht nach zu spät ins Jahr fällt.

## Chronologie des Alten Orients und des Alten Ägyptens

Östlicher Mittelmeerraum und Alter Orient um 1300 v. Chr.

Im Gegensatz zu Ägypten, Babylonien und Assyrien existieren für das Hethiterreich keine antiken Königslisten mit Regierungslängen der jeweiligen Herrscher. Auch mangelt es – im Gegensatz zu vor allem Ägypten – an Dokumenten, aus denen z. B. hervorgeht, in welchem Jahr eines Herrschers ein Ereignis stattfand oder ein Gebäude eingeweiht wurde. Eine Ausnahme stellen Annalen hethitischer Herrscher dar, von denen sich aber nur wenige – u. a. aber die zu einem großen Teil bekannten des Muršili II. – erhalten haben. Daher ist die hethitische Chronologie mit großen Unsicherheiten behaftet. Zwar gibt es vor allem ab dem zweiten Viertel des 13. Jahrhunderts einige Synchronismen mit Ägypten oder Assyrien, für das 14. und frühe 13. Jahrhundert mangelt es aber an Fixpunkten für das Hethiterreich. Aus diesem Grunde käme einer Datierung der im 10. Jahr Muršilis II. beobachteten vermutlichen Sonnenfinsternis eine wichtige Bedeutung zu.

### Daḫamunzu-Affäre
Einen weiteren Fixpunkt in der zweiten Hälfte des 14. Jahrhunderts könnte ein Brief einer ägyptischen Pharaonenwitwe an Muršilis Vater Šuppiluliuma I. darstellen, mit dem die sogenannte Daḫamunzu-Affäre begann. Dieser Brief erreichte Šuppiluliuma, als er die Stadt Karkemiš belagerte. In dem Brief erbat die Königswitwe einen hethitischen Prinzen als Ehepartner, da sie kinderlos sei und es daher keinen männlichen Thronfolger gäbe. Durch die Heirat wäre der hethitische Prinz zum Herrscher von Ägypten aufgestiegen. Šuppiluliuma war ob dieses überraschenden Angebots misstrauisch und erst nach einer Nachfrage und einem zweiten Brief der Witwe schickte er im nächsten Jahr seinen Sohn, den Prinzen Zannanza nach Ägypten, der dort jedoch unter ungeklärten Umständen zu Tode kam. Da Šuppiluliuma von einer Ermordung am ägyptischen Hof ausging, startete er einen Rachefeldzug gegen Ägypten. Mit Kriegsgefangenen, die nach Anatolien deportiert wurden, gelangte offenbar die Pest ins Hethiterreich, die dort viele Jahre lang wütete (s. auch Pestgebete Muršilis II.), und der auch Šuppiluliuma I. zum Opfer fiel. Die hethitischen Namensschreibungen sind allerdings ungenau, so dass nicht klar ist, welcher verstorbene Pharao gemeint ist und wer dessen Witwe war. „Daḫamunzu“ ist die hethitische Wiedergabe von ta-hemet-nesu „die Gemahlin des Königs“, ein Titel, den man womöglich fälschlich als Personennamen interpretierte. Der Name des verstorbenen Pharaos erscheint in hethitischen Quellen als Nibḫururia. Aus historischen und philologischen Erwägungen wird er zumeist mit Echnaton (gestorben ca. 1334 v. Chr., Thronname: Nfr-ḫprw-Rˁ) oder Tutanchamun (gestorben ca. 1323, Thronname Nb-ḫprw-Rˁ) gleichgesetzt. Eine Datierung der Sonnenfinsternis, die Muršili in seinem 10. Regierungsjahr beobachtet hat, könnte auch in dieser Frage Klarheit schaffen.

### Heutige Einordnung der vorgeschlagenen Sonnenfinsternisse
Während früher in der Forschung vor allem die Sonnenfinsternisse von 1340 und 1335 v. Chr. als Auslöser für das Omen der Sonne zur Zeit des Muršili vertreten wurden, wird heute die Sonnenfinsternis von 1312 v. Chr. bevorzugt, da die Sonnenfinsternisse in den 1330ern nach inzwischen erfolgter Verkürzung der ägyptischen Chronologie des Neuen Reichs nicht mehr mit der, durch astronomische Daten gestützten, Thronbesteigung von Ramses II. im Jahre 1279 v. Chr. vereinbar sind. Es würden sich dann auch unrealistisch lange Regierungszeiten für einige (Vasallen-)Herrscher des Hethiterreichs ergeben, z. B. für Kupanta-Kurunta, der im 12. Regierungsjahr des Muršili als Vasallenkönig von Mira eingesetzt wurde und noch ca. 1259 v. Chr. (nach aktueller ägyptischer Chronologie) durch einen Briefwechsel mit Ramses II. sicher als König von Mira bezeugt ist. Daher werden die Sonnenfinsternisse der 1330er unten nicht ausführlich besprochen. Allerdings besteht auch bzgl. der heute in der Forschung bevorzugten Sonnenfinsternis von 1312 v. Chr. noch kein Konsens.

## Die Sonnenfinsternis 1312 v. Chr.
Die Sonnenfinsternis von 1312 v. Chr. war am frühen Nachmittag des 24. Juni über dem nördlichen Anatolien sichtbar, und ihre Wirkung wäre für Muršili und seine Truppen, die zu einem Feldzug gegen Azzi (in Nordostanatolien) zogen, sehr spektakulär gewesen:
24. Juni 1312 v. Chr., totale Sonnenfinsternis, Maximum um 10:44 MEZ, 38° 12′ 0″ N, 13° 42′ 0″ O (Sizilien)
Das Datum 1312 v. Chr. für die Sonnenfinsternis würde ergeben, dass Muršili II. 1322 oder 1321 v. Chr. den Thron bestieg. Dies läge nahe am Todesjahr von Tutanchamun, das gewöhnlich mit 1323 v. Chr. angesetzt wird. Šuppiluliuma I. wäre demnach ungefähr zeitgleich oder nur wenig später gestorben, da zunächst sein älterer Sohn Arnuwanda II., der nur sehr kurz regierte, und erst danach Mursili II. den Thron des Hethiterreichs bestieg. Die Gleichsetzung der Witwe Tutanchamuns mit Daḫamunzu wäre dann unmöglich, da zwischen dem ersten Brief der Pharaonenwitwe und dem Tod Šuppiluliumas zu viele Ereignisse lägen. Demzufolge wäre eine Witwe Echnatons, eventuell auch Semenchkares, mit Daḫamunzu gleichzusetzen. Peter J. Huber verweist jedoch darauf, dass die Sonnenfinsternis relativ spät im Jahr erfolgte, zu spät für eine Mobilisierung der Truppen für einen Feldzug gegen Azzi, weshalb er dieses Datum ablehnt.

## Die Sonnenfinsternis 1308 v. Chr.
Die Sonnenfinsternis im Jahr 1308 v. Chr. war partiell und begann sehr früh am Morgen über Arabien. Über Anatolien und Syrien war sie nur penumbral. Ihren Höhepunkt über Zentralasien (Xinjiang) erreichte sie:
13. April 1308 v. Chr., ringförmige Sonnenfinsternis (94,8 %), Maximum um 04:16 MEZ, 44° 54′ 0″ N, 85° 42′ 0″ O (Tian Shan)
Diese Gleichsetzung der Beobachtung des Muršili würde mehr zeitlichen Spielraum für die Annahme bieten, dass der verstorbene Pharao, dessen Witwe Šuppiluliuma um einen seiner Söhne bat, Tutanchamun war. Der Regierungsbeginn Muršilis II. wäre dann erst 1318/17 v. Chr. anzusetzen. Zwar wird in neueren Publikationen meist die Sonnenfinsternis von 1312 v. Chr. bevorzugt und dementsprechend die Thronbesteigung 1322/21 v. Chr. angesetzt, manche Publikationen setzten diese aber auch 1318 v. Chr. an. Allerdings war die Sonnenfinsternis über Anatolien allenfalls bei Sonnenaufgang am frühen Morgen sichtbar. Neuere Untersuchungen haben ergeben, dass sie über Anatolien nicht sichtbar gewesen sein soll.